# Euchromia amoena
Euchromia amoena is een vlinder uit de familie spinneruilen (Erebidae), onderfamilie beervlinders (Arctiinae). De wetenschappelijke naam van de soort is voor het eerst geldig gepubliceerd in 1872 door Möschler.
Deze nachtvlinder komt voor in tropisch Afrika.